# 子叔姬 (杞桓公夫人)
子叔姬（？—前615年），魯国女性人物，鲁僖公的女儿，杞桓公的夫人。
鲁文公十二年（前615年），杞桓公来鲁国朝见，这是第一次前来朝见鲁文公（僖公之子）。同时请求和子叔姬离婚，但表示不断绝杞鲁两国的婚姻关系，鲁文公表示同意。同年二月庚子，子叔姬卒。《左传》解释，《春秋经》不记载“杞”字，是由于杞国和子叔姬断绝了关系。写“叔姬”，是说她曾经出过嫁，不是未嫁之女了。鲁文公又将子叔姬的妹妹（娣）杞叔姬嫁给杞桓公。